# Aの悲劇
『Aの悲劇』（えーのひげき）は、小室しげ子による日本の漫画作品。
1985年に『なかよしデラックス』（講談社）の第3号から第7号にかけて連載された。シェイクスピアの『リア王』をベースにした作品である。

## あらすじ
国王のステファンは、「A」の頭文字を持つ人物に害をなされるという予言を受ける。その予言と相まって末娘のアナベルから贈られた白馬が事件を起こしたことから、アナベルは暴君の治める隣国へ嫁がされる。

## 書誌情報
- 『Aの悲劇』（著: 小室しげ子、装丁: 水野石文、1985年12月4日発売、講談社コミックスなかよし〈講談社〉、ISBN 978-4-06-178521-2）[3]